# Glyptina atriventris
Glyptina atriventris är en skalbaggsart som beskrevs av Horn 1889. Glyptina atriventris ingår i släktet Glyptina och familjen bladbaggar. Inga underarter finns listade i Catalogue of Life.